# Campeonato de Tercera División de Costa Rica 1980
El Campeonato de Fútbol de Tercera División 1980, fue la edición número 57 de (Segunda División B de Ascenso) en disputarse, organizada por la FEDEFUTBOL. Siendo el campeón de la temporada 1979-80 la Asociación Deportiva Palmares.
Este campeonato constó 75 equipos a nivel regional debidamente inscritos en el Comité Nacional de Fútbol Aficionado por (CONAFA). Renombrado en 1982 como Asociación Costarricense de Fútbol Aficionado (ANAFA).

## La clasificación por la Segunda División de Ascenso se dividió en 16 Regiones en todo el país
| 2.ª. División de Ascenso por (Región 1) | 2.ª. División de Ascenso por (Región 1) |
| --------------------------------------- | --------------------------------------- |
| 1                                       | A.D. Valle La Estrella                  |
| 2                                       | Selección de Limón                      |
| 3                                       | Selección de Matina                     |
| 4                                       | Selección de Talamanca                  |

| 2.ª. División de Ascenso por (Región 2) | 2.ª. División de Ascenso por (Región 2) |
| --------------------------------------- | --------------------------------------- |
| 1                                       | Selección de Río Frío (Pococí)          |
| 2                                       | Selección de Guácimo                    |
| 3                                       | Selección de Pococí                     |

| 2.ª. División de Ascenso por (Región 4) | 2.ª. División de Ascenso por (Región 4) |
| --------------------------------------- | --------------------------------------- |
| 1                                       | Club Atlético Pedro Solano de Tres Ríos |
| 2                                       | Selección de Paraíso                    |
| 3                                       | Selección de El Guarco                  |
| 4                                       | Selección de Oreamuno                   |
| 5                                       | Selección de La Unión de Tres Ríos      |
| 6                                       | Selección de Alvarado                   |

| 2.ª. División de Ascenso por (Región 5) | 2.ª. División de Ascenso por (Región 5)   |
| --------------------------------------- | ----------------------------------------- |
| 1                                       | A.D. El Buen Precio                       |
| 2                                       | A.D. Amigos de San Pedro de Montes de Oca |
| 3                                       | A.D. Linda Vista de Tibás                 |
| 4                                       | U.D. Moravia                              |
| 5                                       | A.D. El Cruce de Llorente                 |
| 6                                       | C.S. Guadalupe                            |
| 7                                       | A.D. Don John                             |
| 8                                       | A.D. Santo Tomás de Moravia               |

| 2.ª. División de Ascenso por (Región 6) | 2.ª. División de Ascenso por (Región 6) |
| --------------------------------------- | --------------------------------------- |
| 1                                       | Deportivo Danubio de Pérez Zeledón      |
| 2                                       | Selección de Dota                       |
| 3                                       | Selección de Terrazú                    |

| 2.ª. División de Ascenso por (Región 7) | 2.ª. División de Ascenso por (Región 7)         |
| --------------------------------------- | ----------------------------------------------- |
| 1                                       | C.A. Metropolitano de San Francisco de Dos Ríos |
| 2                                       | Real Hispano de San Francisco de Dos Ríos       |

| 2.ª. División de Ascenso por (Región 8) | 2.ª. División de Ascenso por (Región 8) |
| --------------------------------------- | --------------------------------------- |
| 1                                       | Deportivo Franklin Monestel de Escazú   |
| 2                                       | Coco F.C de Santa Ana                   |
| 3                                       | Selección de Ciudad Colón               |
| 4                                       | C.D. Nevada de La Uruca                 |
| 5                                       | C.D. Alemán de La Uruca                 |
| 6                                       | Real Deportivo Fortuna de Desamparados  |
| 7                                       | C.D. San Lorenzo de Desamparados        |
| 8                                       | A.D. Desamparados                       |
| 9                                       | Hispano de Escazú                       |

| 2.ª. División de Ascenso por (Región 9) | 2.ª. División de Ascenso por (Región 9)          |
| --------------------------------------- | ------------------------------------------------ |
| 1                                       | Club Deportivo Yurusty                           |
| 2                                       | Club Deportivo Diablos Rojos                     |
| 3                                       | Club Deportivo Migueleño del Sur (Santo Domingo) |

| 2.ª. División de Ascenso por (Región 10) | 2.ª. División de Ascenso por (Región 10) |
| ---------------------------------------- | ---------------------------------------- |
| 1                                        | A.D Barrio Jesús María de San Mateo      |
| 2                                        | Selección de Atenas                      |
| 3                                        | Selección de Naranjo                     |
| 4                                        | Selección de Valverde Vega               |
| 5                                        | Selección de San Ramón                   |
| 6                                        | Selección de Grecia                      |
| 7                                        | Selección de Palmares                    |
| 8                                        | Selección de Poás                        |

| 2.ª. División de Ascenso por (Región 12) | 2.ª. División de Ascenso por (Región 12) |
| ---------------------------------------- | ---------------------------------------- |
| 1                                        | Orizaba F.C de Cañas                     |
| 2                                        | Deportivo Capulín de Liberia             |
| 3                                        | Selección de La Cruz                     |
| 4                                        | Selección de Tilarán                     |
| 5                                        | Selección de Bagaces                     |
| 6                                        | Selección de Upala                       |
| 7                                        | Selección de Abangares                   |
| 8                                        | Selección de Guatuso                     |

| 2.ª. División de Ascenso por (Región 13) | 2.ª. División de Ascenso por (Región 13) |
| ---------------------------------------- | ---------------------------------------- |
| 1                                        | A.D. Barrio La Cruz                      |
| 2                                        | Selección de Nandayure                   |
| 3                                        | Selección de Hojancha                    |
| 4                                        | Selección de Santa Cruz                  |
| 5                                        | Selección de Nicoya                      |

| 2.ª. División de Ascenso por la provincia de Puntarenas (Región 14) | 2.ª. División de Ascenso por la provincia de Puntarenas (Región 14) |
| ------------------------------------------------------------------- | ------------------------------------------------------------------- |
| 1                                                                   | A.D Los Ángeles de Puntarenas                                       |
| 2                                                                   | Selección de Monserrat                                              |
| 3                                                                   | Selección de Ángora                                                 |
| 4                                                                   | Jicaral F.C                                                         |
| 5                                                                   | La Costa                                                            |
| 6                                                                   | Asturias F.C                                                        |
| 7                                                                   | Maricultura de Chomes                                               |
| 8                                                                   | Joyería Rubí                                                        |
| 9                                                                   | Borda Azul                                                          |
| 10                                                                  | Balpa                                                               |
| 11                                                                  | Cóbano                                                              |
| 12                                                                  | Paquera                                                             |
| 13                                                                  | Lepanto                                                             |

| 2.ª. División de Ascenso por la provincia de Puntarenas (Región 15) | 2.ª. División de Ascenso por la provincia de Puntarenas (Región 15) |
| ------------------------------------------------------------------- | ------------------------------------------------------------------- |
| 1                                                                   | Selección de Tulín de Turrubares                                    |
| 2                                                                   | A.D. Parrita                                                        |
| 3                                                                   | A.D. Municipal de Quepos, Aguirre                                   |

## Formato del Torneo
Se jugaron dos vueltas, en donde los equipos debían enfrentarse todos contra todos. Posteriormente se juega una octagonal y cuadrangular final (2.ª. División de Ascenso) para ascender a un nuevo inquilino para la Segunda División de Costa Rica.

## Cuadrangular Final
| Campeón-Subcampeón-Tercer Lugar y Cuarto Lugar | Campeón-Subcampeón-Tercer Lugar y Cuarto Lugar |
| ---------------------------------------------- | ---------------------------------------------- |
| 1                                              | A.D. El Buen Precio                            |
| 2                                              | A.D. Tulín de Turrubares                       |
| 3                                              | Deportivo Jesús María de San Mateo             |
| 4                                              | El Valle La Estrella F.C                       |

## Campeón Monarca de Tercera División de Costa Rica 1980-1981
| Tercera División por CONAFA 1980-1981                                        | Tercera División por CONAFA 1980-1981 |
| ---------------------------------------------------------------------------- | ------------------------------------- |
| Campeón Nacional de Tercera División de Costa Rica 1980. A.D. El Buen Precio |                                       |

## Ligas Superiores
- Primera División de Costa Rica 1980

- Campeonato de Segunda División de Costa Rica 1979-1980

## Segunda Liga Aficionada de Fútbol (COFA)
- Campeonato de Segunda División B de Ascenso por COFA 1980

## Ligas Inferiores
- Campeonato Juvenil de Costa Rica por CONAFA 1980

Terceras Divisiones Distritales, Independientes y de Canchas Abiertas.

## Torneos
| Predecesor: Campeonato 1979 | Tercera División de Costa Rica Campeonato 1980 | Sucesor: Campeonato 1981 |